# Kondopoga

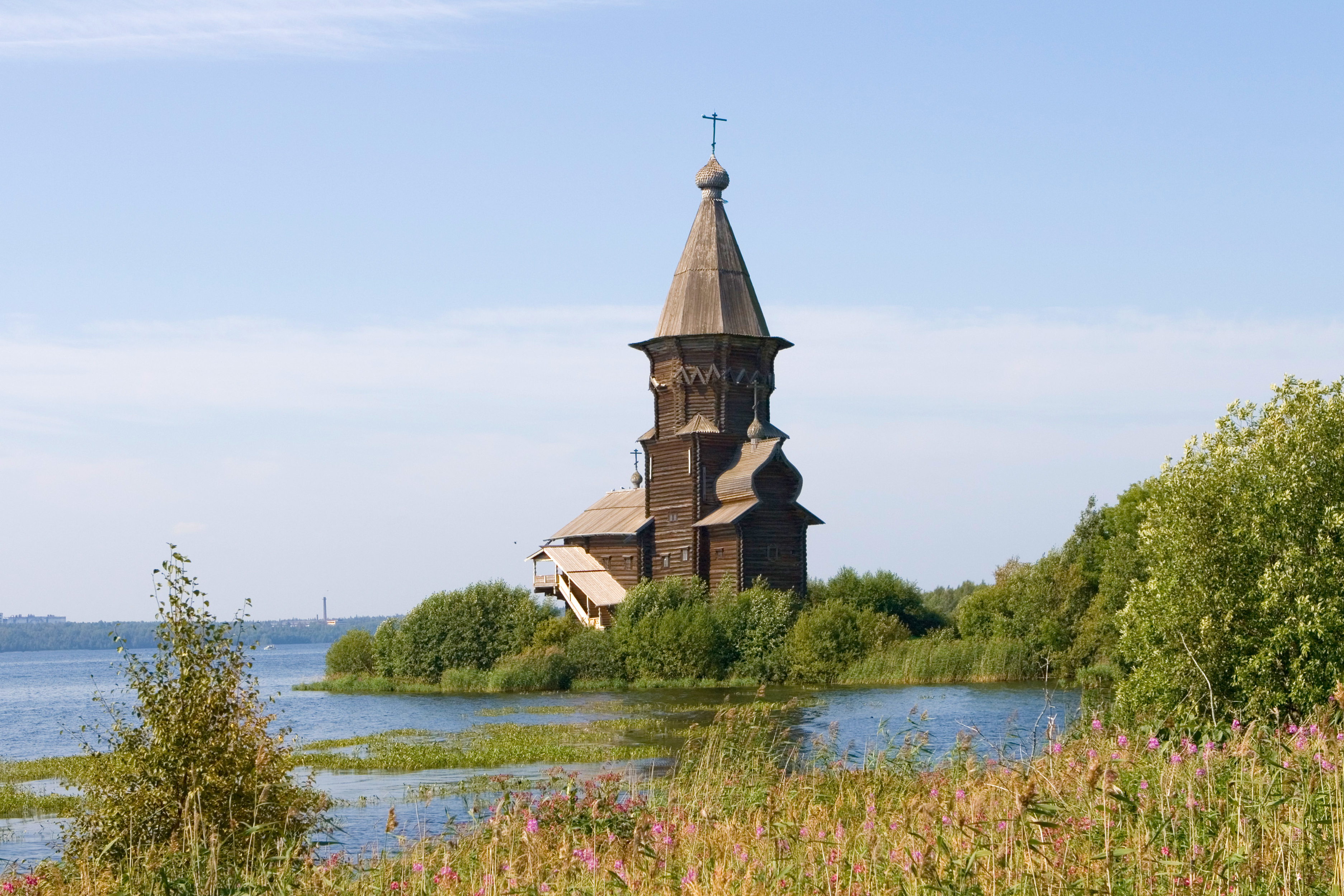
A Igreja da Dormição, em Kondopoga.

Kondopoga (em russo: Кондопога; em finlandês: Kontupohja; em carélia: Kondupohju) é uma cidade na República da Carélia, Rússia. Está situada na costa do golfo de Kondopozhskaya do Lago Onega, próxima à foz do rio Suna  e da Reserva Natural de Kivach, em cerca de 54 km de Petrozavodsk. Possui uma população estimada em 34.863 habitantes (segundo o Censo 2002).
Kondopoga possui uma estação ferroviária nas ferrovias Moscovo-Murmansk, algumas das maiores fábricas de papel e celulose da Europa Oriental, uma faculdade médica, e instalações para a fabricação de materiais de construção.
Kondopoga possui um raro monumento da arquitetura russa em madeira - A Igreja da Dormição (em russo, Успенская церковь), construída em 1774 e descoberta nos primórdios de 1495. A coluna central da Igreja é coroada por um telhado neurastênico, com 42 metros de altura total. A coluna central é baseada em um quadro retangular, com quadros adjacentes para o refeitório e o altar. O quadro do altar é coberto por um teto tradicional feito em madeira, chamado de telhado do barril.

## Conflitos étnicos em 2006
Nas noites de 29 e 30 de Agosto de 2006, dois russos étnicos foram mortos e vários outros feridos gravemente por chechenos no Restaurante Chayka («Чайка», em russo), cujo dono era um azeri.
Nas noites de 1 e 2 de Setembro de 2006, os grupos juvenis da etnia russa conflitaram com as tropas do Esquadrão Policial Para Propósitos Especiais (OMON), e destruíram o restaurante Chayka, colocando fogo no estabelecimento. Um certo número de empresas com capital chechena também foram interditadas.
Em 2 de Setembro, dois dias após o início do conflito, houve uma grande reunião na Câmara Municipal. Um determinado número de nacionalistas russos vieram direto de Moscou, como também líderes do Movimento Contra a Imigração Ilegal, e organizaram um comício convidando o governo a tranquilizar todos os povos do Cáucaso, especialmente étnicos chechenos da cidade.

### Links sobre os conflitos étnicos em Kondopoga
- "Fear and Uncertainty Reign in Kondopoga", por Carl Schreck, The Moscow Times, 14 de Setembro de 2006.
- "Russian town hit by race violence" , BBC, 4 de Setembro 2006.
- "Violent Mobs Attack Immigrants in Karelia", St. Petersburg Times, 5 de Setembro de 2006.
- "Authorities scramble to curb ethnic violence in North Russia", RIAN, 4 de Setembro de 2006.
- "Galina Kozhevnikova. Autumn - 2006: Under the Kondopoga Banner", SOVA Center, 4 de Janeiro de 2007.
- "Kondopoga city forum with first-hand discussions of the conflict" (em russo)
- "Movement Against Illegal Immigration. Events in Kondopoga" (em russo)